# Allée couverte du Cher Arpent
L'allée couverte du Cher Arpent est une allée couverte située dans le parc de l'actuel hôtel de ville de la commune de L'Étang-la-Ville dans le département des Yvelines.

## Historique
Elle fut découverte en 1878 par M. Isidore Lecointe, vigneron et propriétaire de la parcelle appelée le « Cher-Arpent » lors de travaux agricoles dans sa vigne. Lorsque Guégan de l'Isle se rendit sur place, l'édifice avait déjà été détruit sur près de 2 m de longueur et le contenu de la chambre dispersé. Une fouille officielle du monument y fut dirigée par Abel Maître. Le terrain fut racheté par le propriétaire du château de L'Étang-la-Ville. Au début du XXe siècle, le nouveau propriétaire du château fit démonter l'allée couverte pour en reconstruire une nouvelle de toutes pièces à peu de distance. L'édifice que l'on voit aujourd'hui dans le parc de l'hôtel de ville (l'ancien château) ne présente aucune ressemblance avec l'original. 

## Destruction
L'architecture de l'allée d'origine est connue uniquement grâce aux communications effectuées par Guégan de l'Isle en 1878 et 1880. L'allée était orientée au nord-ouest-sud-est, dans le sens de la pente, ouvrant au sud-est. Elle mesurait 18 m de long sur 2 mètres de large, entièrement enterrée sur 1,50 mètre de hauteur en moyenne. Compte tenu des destructions opérées avant même la visite de Guégan de l'Isle, il est impossible de savoir si l'allée comportait une antichambre, mais Guégan décompose l'édifice en quatre parties.
La partie antérieure (dite partie I) aurait mesuré 4 m de longueur. Elle était délimitée par une dalle de chevet (2 m de large sur 1,30 m de haut) et environ sept orthostates latéraux (1,10 m de large, 1,50 m de haut pour 0,30 m à 0,35 m d'épaisseur en moyenne) soigneusement assemblés. Cette partie était recouverte d'une seule table de couverture (1,50 m sur 2,25 m et 0,45 m d'épaisseur) encore en place. La seconde partie (dite partie II), de style plus grossier, mesurait 3,70 m de long environ. Elle était délimitée par quatre orthostates (1,50 m à 1,65 m de haut pour 0,85 m à 0,95 m de large et moins de 0,20 m d'épaisseur), tous effondrés vers l'intérieur de l'allée. La troisième partie (dite partie III) s'étendait sur 5 m environ, délimitée par quatre supports d'environ 1,25 m de large et 1,35 m de hauteur. La dernière partie (dite partie IV), longue d'environ 5 m, était délimitée par des dalles plus petites.
Une dalle de petite dimension (0,50 m par 0,45 m) fut retrouvée à l'extrémité de la partie IV. Elle comportait un trou et deux petites cavités. Selon Guégan, l'entrée était matérialisée par une grande dalle posée à plat. Toutes les dalles sont en calcaire d'origine locale. Les interstices entre orthostates étaient comblés par de petites pierres disposées en couches. Le sol était recouvert d'un dallage en plaquettes de calcaire sur toute l'étendue de l'allée selon le plan de Guégan mais cela demeure incertain.

## Ossements et mobilier funéraire
D'après Guégan, les ossements retrouvés ne permirent de reconstituer aucun squelette mais selon lui la tombe aurait accueilli jusqu'à 150 inhumations, chiffre manifestement exagéré, 100 inhumations paraissant plus probable. Une trentaine de crânes en bon état furent recueillis (principalement dans les parties II et III) dont deux présentant des traces d'abrasions pouvant correspondre à des trépanations partielles.
Le mobilier funéraire se composait d'outils en silex (une vingtaine de lames, deux haches polies, nucléus et éclats divers, une flèche tranchante), de divers outils en os ou bois de cerf (manches de haches, poinçons), de deux dents de cheval, divers ossements d'animaux et de coquillages terrestres.
Les tessons de poterie noire retrouvés ont été rattachés à la culture Seine-Oise-Marne.